# Galles - Italia di rugby a 15
In questa pagina vengono raccolte le statistiche riguardo agli incontri tra la nazionale di rugby a 15 del Galles e la nazionale di rugby a 15 dell'Italia.
Il primo incontro si tenne il 12 ottobre 1994 presso il National Stadium di Cardiff; la partita fu vinta dal Galles per 29 a 19. All'11 marzo 2023, le due nazionali si sono affrontate per 32 volte, tra le quali si sono registrate 32 vittorie dei gallesi, 3 vittorie italiane e 1 solo pareggio.

## Riepilogo
| Sede         | Giocate | Vittorie Galles | Vittorie Italia | Pareggi | Punti Galles | Punti Italia |
| ------------ | ------- | --------------- | --------------- | ------- | ------------ | ------------ |
| In Galles    | 18      | 15              | 2               | 1       | 613          | 276          |
| In Italia    | 15      | 12              | 3               | 0       | 534          | 262          |
| Campo neutro | 1       | 1               | 0               | 0       | 27           | 15           |
| Totale       | 33      | 28              | 5               | 1       | 1 174        | 553          |

## Risultati
| N° | Data             | Località | Impianto           | Partita         | Risultato | Vincitrice | Competizione          |
| -- | ---------------- | -------- | ------------------ | --------------- | --------- | ---------- | --------------------- |
| 1  | 12 ottobre 1994  | Cardiff  | National Stadium   | Galles — Italia | 29–19     | Galles     | Qual. Coppa del Mondo |
| 2  | 16 gennaio 1996  | Cardiff  | National Stadium   | Galles — Italia | 31–26     | Galles     | Test match            |
| 3  | 5 ottobre 1996   | Roma     | Stadio Olimpico    | Italia — Galles | 22–31     | Galles     | Test match            |
| 4  | 16 gennaio 1998  | Llanelli | Stradey Park       | Galles — Italia | 23–20     | Galles     | Test match            |
| 5  | 20 marzo 1999    | Treviso  | Stadio Monigo      | Italia — Galles | 21–60     | Galles     | Test match            |
| 6  | 19 febbraio 2000 | Cardiff  | Millennium Stadium | Galles — Italia | 47–16     | Galles     | Sei Nazioni           |
| 7  | 8 aprile 2001    | Roma     | Stadio Flaminio    | Italia — Galles | 23–33     | Galles     | Sei Nazioni           |
| 8  | 2 marzo 2002     | Cardiff  | Millennium Stadium | Galles — Italia | 44–20     | Galles     | Sei Nazioni           |
| 9  | 15 febbraio 2003 | Roma     | Stadio Flaminio    | Italia — Galles | 30–22     | Italia     | Sei Nazioni           |
| 10 | 25 ottobre 2003  | Canberra | Canberra Stadium   | Galles — Italia | 27–15     | Galles     | Coppa del Mondo       |
| 11 | 27 marzo 2004    | Cardiff  | Millennium Stadium | Galles — Italia | 10–44     | Galles     | Sei Nazioni           |
| 12 | 12 febbraio 2005 | Roma     | Stadio Flaminio    | Italia — Galles | 8–38      | Galles     | Sei Nazioni           |
| 13 | 11 marzo 2006    | Cardiff  | Millennium Stadium | Galles — Italia | 18–18     | pareggio   | Sei Nazioni           |
| 14 | 10 marzo 2007    | Roma     | Stadio Flaminio    | Italia — Galles | 23–20     | Italia     | Sei Nazioni           |
| 15 | 23 febbraio 2008 | Cardiff  | Millennium Stadium | Galles — Italia | 47–8      | Galles     | Sei Nazioni           |
| 16 | 14 marzo 2009    | Roma     | Stadio Flaminio    | Italia — Galles | 15–20     | Galles     | Sei Nazioni           |
| 17 | 20 marzo 2010    | Cardiff  | Millennium Stadium | Galles — Italia | 33–10     | Galles     | Sei Nazioni           |
| 18 | 26 febbraio 2011 | Roma     | Stadio Flaminio    | Italia — Galles | 16–24     | Galles     | Sei Nazioni           |
| 19 | 10 marzo 2012    | Cardiff  | Millennium Stadium | Galles — Italia | 24–3      | Galles     | Sei Nazioni           |
| 20 | 23 febbraio 2013 | Roma     | Stadio Olimpico    | Italia — Galles | 9–26      | Galles     | Sei Nazioni           |
| 21 | 1º febbraio 2014 | Cardiff  | Millennium Stadium | Galles — Italia | 23–15     | Galles     | Sei Nazioni           |
| 22 | 21 marzo 2015    | Roma     | Stadio Olimpico    | Italia — Galles | 20–61     | Galles     | Sei Nazioni           |
| 23 | 5 settembre 2015 | Cardiff  | Millennium Stadium | Galles — Italia | 23–19     | Galles     | Test match            |
| 24 | 19 marzo 2016    | Cardiff  | Millennium Stadium | Galles — Italia | 64–14     | Galles     | Sei Nazioni           |
| 25 | 5 febbraio 2017  | Roma     | Stadio Olimpico    | Italia — Galles | 7–33      | Galles     | Sei Nazioni           |
| 26 | 11 marzo 2018    | Cardiff  | Millennium Stadium | Galles — Italia | 38–14     | Galles     | Sei Nazioni           |
| 27 | 9 febbraio 2019  | Roma     | Stadio Olimpico    | Italia — Galles | 15–26     | Galles     | Sei Nazioni           |
| 28 | 1º febbraio 2020 | Cardiff  | Millennium Stadium | Galles — Italia | 42–0      | Galles     | Sei Nazioni           |
| 29 | 5 dicembre 2020  | Llanelli | Parc y Scarlets    | Galles — Italia | 38–18     | Galles     | Autumn Nations Cup    |
| 30 | 13 marzo 2021    | Roma     | Stadio Olimpico    | Italia — Galles | 7–48      | Galles     | Sei Nazioni           |
| 31 | 19 marzo 2022    | Cardiff  | Millennium Stadium | Galles — Italia | 21–22     | Italia     | Sei Nazioni           |
| 32 | 11 marzo 2023    | Roma     | Stadio Olimpico    | Italia — Galles | 17–29     | Galles     | Sei Nazioni           |
| 33 | 16 marzo 2024    | Cardiff  | Millennium Stadium | Galles — Italia | 21–24     | Italia     | Sei Nazioni           |
| 34 | 8 febbraio 2025  | Roma     | Stadio Olimpico    | Italia — Galles | 22–15     | Italia     | Sei Nazioni           |